# 生物偵測
生物偵測是一種暴露評估工具。測量個人在暴露環境中，透過吸入、攝取、皮膚接觸等暴露途徑而吸收到的化學物質含量，同時也可估計人體內可負荷的累積估計值、識別不同人群之間的暴露差異群體，還可識別人口暴露隨時間的變化。因此生物偵測一開始主要應用於職業，在評估工作場所內的健康風險扮演重要角色，其主要目的是在有害物質於體內產生不良反應前進行檢測，而非監測不良反應變化，後續也應用於環境健康與流行病學研究當中。

## 定義
1.1980年歐盟與美國國立職業安全與健康研究所和健康協會等專家在會中定義「生物偵測」為：「採集生物檢體（如組織、頭髮、指甲、尿、血液、呼出氣體等），分析檢體中有害物質或其代謝物的濃度，再與設定的標準對比，評估人員的暴露與健康危害情形，並於必要時提出改善建議。」
2.美國勞工部勞工安全衛生條款對生物偵測定義為：生物偵測只包括能直接估計個人對某化學物質的吸收的組織，即測量化學物質或其代謝物在血液、尿液、呼出的氣體、毛髮或指甲中的含量，但不包括該其所引起的生物效應。
3. 德國職業與環境醫學協會（DGAUM）在其職業醫學指南中對「生物偵測」一詞（2013）的定義如下：「在職業醫學領域，生物偵測為對員工的身體組成物進行檢查，以定量測定有害物質。目標是評估暴露和對員工造成的健康風險，將分析值與適當的生物評估值進行比較，並提出可能的適當措施，以減少對健康造成的風險。」

## 方法
1980 年由歐洲經濟共同體（EEC）、國家職業安全與健康研究所（NIOSH）和職業安全與健康協會 (OSHA)在盧森堡聯合主辦的研討會提及，為預防工作環境有害物質暴露，評估職場員工所受的危害程度或健康損害有三種偵測方法，分別是環境偵測、暴露生物偵測和效應生物偵測：
環境偵測對工作場所有害因子量測和評估，以環境介面為主體（如空氣、工作檯面、水及食物等），量測環境中暴露物質濃度，計算外在劑量與適當參考值比對，評估環境暴露及健康風險程度，對於人體暴露評估屬間接性量測。
生物偵測透過生物組織、分泌物、排泄物等檢體包含血液、尿液、呼出氣體、毛髮、指甲、唾液等，直接測量體內暴露化學物劑量，或藉由間接檢測其代謝物含量，與標準值進行比對推斷人員暴露程度，為內在劑量（internal dose）。
生物效應偵測又稱為健康監測，對工作環境暴露人員定期醫學生理檢查，主要是人體暴露於有害物質後，於其體內所產生的不良效應，評估個體之健康情形與臨床上產生的症狀等，為生物效應劑量（biologically effective dose）。
生物偵測以血液和尿液為最常使用的檢體，主要分析方法包括感應耦合電漿質譜（ICP-MS）、氣相層析法質譜（GS-MS）、高效液相層析質譜（HPLC-MS）等質譜儀檢測法、配體結合分析（ligand-binding assays）、免疫測定（immunoassays）等檢測方式進行檢體測定。以美國工業師協會（ACGIH）制定之「生物性暴露指標」（Biological Exposure Indices, BEI），或德國研究基金會（DFG）制定之「生物容忍指標（Biologische arbeitsstoff toleranzwerte, BAT），訂定生物偵測結果參考值，進行結果比較，以評估職業環境對健康之危害。

## 生物偵測在環境健康中的應用
一般健康調查，通常以訪談或問卷的方式收集吸菸、飲食習慣或用藥等暴露資訊，但會有回憶偏差等等資訊錯誤的狀況產生，直接使用血液、尿液分析等生物偵測的方式，可以提供更可靠的健康資料。生物偵測也可以廣泛了解人們體內包含食品、空氣、日常接觸的各種汙染源資訊。
此外，環境中的汙染源常常是以混合物的方式存在，但目前的監管機制基本上還是以單一化合物的方式進行評估和管制，環境中混合物評估的方式因為其複雜性，許多工具都還不夠成熟。生物偵測補充環境偵測無法確認人體吸收效能的不足，可以較準確評估環境化學物質暴露造成人類健康風險的影響。

### 各地環境衛生生物監測執行概況

#### 臺灣
臺灣已進行多種生物偵測調查，並藉此評估公共衛生政策方向調整，如調查幼兒園兒童血中鉛的濃度範圍及可能影響因素，並提出鉛相關暴露的防治建議與兒童血中鉛偵測警戒值的設定。也有研究分析臺灣民眾尿液中的金屬成分，發現暴露程度因性別、年齡、地區和都市化程度而異，並建立尿液中金屬濃度的參考數據。另因應塑化劑事件，民眾對食品安全的關注度提升，也有研究針對鄰苯二甲酸鹽的暴露，進行人體生物偵測的調查，並建立相關參考值。
臺灣中央研究院也於2012年成立「臺灣人體生物資料庫」，針對臺灣常見疾病進行長期大規模世代研究，除了基因資訊，也一併採集參與者的血液、尿液，評估環境暴露、飲食及生活習慣等危險因子，為公共衛生及生物醫學研究提供龐大資源，以釐清臺灣常見疾病與風險因子間的關係。
臺灣國家衛生研究院的國家環境醫學研究所也於2021年開始規劃建置「人體生物監測資料」，希望能夠建立臺灣民眾體內汙染物質濃度的基準資料，以供評估特定族群或事件的汙染情形，成為公共衛生政策之參考依據，並能與「國民營養健康狀況調查」資料一併進行收集，執行相關數據實驗及分析，與世界人體生物偵測資料庫接軌。

#### 美國
《關於人類接觸環境化學物質的國家報告》是利用生物監測對美國人口接觸環境化學物質的情況進行的一系列持續評估。該報告提供了1999-2000年至2017-2018年收集的具有全國代表性的累積生物監測數據。
美國疾病管制與預防中心實驗室科學部負責協調國家生物監測計畫（NBP），該計畫對美國人口的營養狀況以及環境化學物質和有毒物質的暴露進行評估。透過生物監測我們可以了解人們接觸過的環境化學物質，人體內實際存在的化學物質的含量，以及透過測量鐵和葉酸等指標來了解人們的營養狀況。

#### 德國
德國聯邦環境局人類生物監測委員會於1992年成立，旨在為人類生物監測（HBM）的應用制定基於科學的標準。該委員會目前的工作重點是建立其他環境污染物（例如鄰苯二甲酸鹽、鉈）的 HBM 值。此外，還採用了一種新方法，根據可接受的每日攝取量或可比較的健康相關暴露限值得出基於健康的HBM值。

#### 歐洲
歐洲人類生物監測計劃（HBM4EU）是30個國家、歐洲環境署和歐盟委員會的共同努力，由 Horizon 2020共同資助。它旨在透過在參與國已實施或將要實施的計劃的基礎上協調HBM 領域的程序並建立數據平台，最終目標是支持政策制定。HBM4EU協調研究是一項為期5年的調查，於2017年啟動，並將持續到 2021 年底，旨在從（國家）研究中收集盡可能統一的生物樣本和數據，以得出代表整個地理範圍內的歐洲人口/公民的當前內部暴露數據。

## 生物偵測於職業衛生之應用
1950年國際勞工組織（International Labour Organization, ILO）與世界衛生組織（WHO）共同會議中，將職業衛生定義為維持與增進所有行業勞工身心與社會福祉，預防工作環境造成勞工健康傷害與影響。不同工作環境具有不同危害類型，包括物理性（輻射、噪音、溫度等）、化學性（致癌物質、生殖性危害物質等）、生物性（微生物、生物毒素等）、人因性及其他身心等危害。
生物監測於職業衛生之運用目的在於監管工作場所符合法規、健康監測和研究、確認危害控制的有效性或作為職業風險評估的一部分而進行，同時也可用於具風險或意外事件後的暴露情況，並評估個人防護設備的有效性。

### 各地職業衛生生物監測執行概況

#### 臺灣
目前臺灣針對生物偵測藉由職業安全衛生法規進行規範，依據勞工健康保護規則，特別危害健康作業入職前執行體格檢查，每年一次健康檢查，人員需至勞動部職業安全衛生署勞工體格及健康檢查認可醫療機構受檢，其生物監測則由各醫療機構實驗室分析，藉由其檢測數值以評估人員健康暴露風險、工作環境、個人防護具配戴等，以提出適切性控制與改善措施。
於1956年開始，陸續有鉛中毒個案及流行病學報告，此化學物質慢性長期暴露進而造成健康危害，其鉛作業之血中鉛檢測是臺灣第一項生物檢測項目，且訂有容許暴露閾值。現特別危害健康作業共32項，其中包括鉛作業檢測尿中鉛、四烷基鉛作業檢測血中鉛、砷及其化合物（arsenic &itscompounds）作業尿中無機砷、鉻酸及其鹽類（chromic acid & chromates）或重鉻酸及其鹽類（dichromic acid & chromates）作業尿中鉻、鎘及其化合物（cadmium & itscompounds）作業尿中鎘、鎳及其化合物（Nickel & its compounds）作業尿中鎳、汞及其無機化合物（Mercury & its compounds）作業尿中汞、銦及其化合物 （Indium & its compounds）作業血清銦等內容。
勞動部勞動及職業安全衛生研究所現已提供11種生物偵測分析方法，包括:血中鉛、尿中苯基硫醇酸、甲基甲醯胺、鎘、總汞、馬尿酸與甲基馬尿酸、錳、砷化氫、砷物種、鎳與丙酮等，為預防職業病發生，建立作業環境監測技術及勞工生物偵測技術來量測勞工作業期間暴露危害程度，確保符合法令標準，來達到保護勞工的目的。

#### 美國
美國推行勞工生物偵測政府機關為美國職業安全衛生署（OSHA, Occupational Safety and Health Administration）、美國國立職業安全衛生研究所（（NIOSH, National Institute for Occupational Safety and Health, USA）；民間機關為美國政府工業衛生師協會（ACGIH, American Conference of Govermental Industrial Hygienists）、美國工業衛生學會（AIHA, American Industrial Hygiene Association）等，美國OSHA生物暴露指標Biological exposure index（BEI）相當於8小時日時量平均容許濃度暴露下，所測得的生物指標物濃度。針對工作場所接觸苯、鎘、鉛等化學物質制定容許閾值，且執行勞工生物偵測，雇主需制定監測計畫，確保勞工暴露風險程度。

#### 德國
德國職業安全衛生體系中，透過生物偵測的標準制定和管理機關德國科學基金會（Deutsche Forschungsgemeinschaft, DFG）訂定生物容忍指標（Biologischer arbeitsstoff- toleranz-wert ,BAT）為暴露容許最高值，以健康效應評估為基礎。

#### 歐盟
歐盟執行委員會（European Commission）是職業安全衛生策略制定之機構，為保護工作者免受因工作場所化學試劑或接觸致癌物或突變劑等影響訂定相關指令規範生物偵測閾值，避免產生安全與健康風險。

#### 日本
隨著人權意識提升，對於職業傷病預防逐漸重視，日本於1972年通過實施「工業安全衛生法」，其法規規定雇主需提供勞工健康檢查及特別危害健康作業檢查，對於生物偵測技術逐漸發展。自1983年起，將八種有機溶劑和鉛之生物偵測納入特殊健康檢查的項目；八種有機溶劑包括甲苯、二甲苯、苯乙烯、三氯乙烯、四氯乙烯、1,1,1-三氯乙烷、N,N-二甲基甲醯胺及正己烷等。